# Хариджити
Хариджитите (на арабски: خوارج, „напуснали“) образуват течение в исляма, разграничаващо се както от шиизма, така и от сунизма.
До днес е оцеляла само хариджитската общност на ибадитите в Оман, на остров Занзибар и в Северна Африка.
Течението на хариджитите възниква през VII век в южната част на днешен Ирак. Разпространява се сред мюсюлмани, които подкрепят първоначално 4-тия халиф Али ибн Абу Талиб, но впоследствие го отхвърлят. Повод за това става решението на Али от 657 година да приеме съдебен арбитраж в спора за халифската титла, докато според хариджитите само Бог има право да отсъжда.
Хариджитите смятат, че всеки мюсюлманин може да оглави ислямската общност и че мюсюлманите имат право на борба срещу владетелите, отклонили се от примера на пророка Мохамед. Въз основа на този политически възглед хариджитите развиват цялостна теологическа и правна доктрина, която ги отдалечава от най-големите 2 направления в исляма – сунизма и шиизма.